# Dragonwatch
Dragonwatch is een paratower in het Nederlandse Attractiepark Toverland. De attractie opende 1 juli 2023 in het themagebied Avalon.

## Geschiedenis

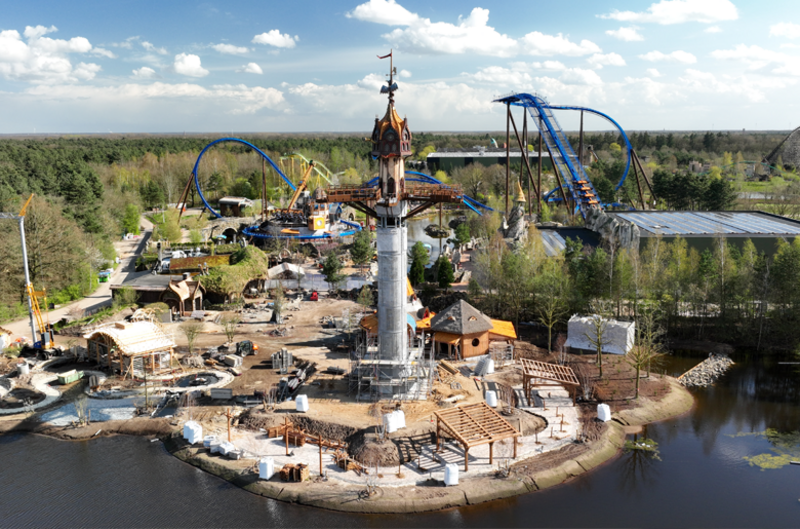
Bouwfoto van de situatie in het voorjaar van 2023.

Op 7 juli 2018 opende het themagebied Avalon, bestaand uit twee attracties, speeltuin en restaurant. Het attractiepark vond dat bezoekers te kort in dit gebied verbleven. Als oplossing werd ervoor gekozen om het themagebied uit te bereiden met onder meer vier attracties, waaronder Dragonwatch. Om een keuze te maken voor welk attractietype het zou worden, bezocht het ontwerpteam verschillende attractieparken om inspiratie op te doen. Uiteindelijk liet men zich inspireren door de Disney-attractie Toy Soldiers Parachute Drop. De bouw van de attractie begon in de zomer van 2022. Hiervoor een moest een deel van de vijver ten noorden van het attractiepark drooggelegd worden. In september werd de attractie inclusief details aangekondigd. Al eerder waren er al geruchten over de uitbereidingen naar de media gelekt. Begin april 2023 bereikt de bouw van DragonWatch het hoogste punt van twintig meter. Van de bouw van de attractie werd een achter-de-schermendocumentaire gemaakt. Op 30 juni werd de attractie, tezamen met de rest van de uitbreidingen, geopend voor genodigden. Op 1 juli werd Dragonwatch geopend voor bezoekers.
Op 25 oktober 2023 liepen de gondels vast door een technische storingen. Hierdoor moesten bezoekers door de brandweer bevrijd worden. Eind december 2023 kon de attractie heropend worden. Kort daarop werd de attractie opnieuw gesloten voor enkele weken in verband met technische problemen. In april 2024 heropende de attractie.

## Achtergrondverhaal
Dragonwatch heeft een achtergrondverhaal die in de wachtrij en de voorshow van de attractie wordt verteld. In de wachtrij zijn zes afbeeldingen van draken te vinden. In de voorshow vraagt Merlijn, door middel van een filmprojectie, of je een drakenspotter wilt zijn. Hiervoor worden de parachutes gebruikt om de drakenspotters, bezoekers, omhoog te hijsen.

## Technisch
De paratower heeft een totale hoogte van 40 meter en telt zes parachutes. Elke parachute biedt plaats voor zes personen. De bezoekers behalen, gedurende de 90 seconden durende rit, een hoogte van 17 meter met een topsnelheid van 19 km/u. De wachtrij kent naast een reguliere wachtrij ook een single riders-rij. Dit is de enige attractie in Toverland met zo'n wachtrij. De deels gele toren is versierd met onder meer klimop en rode vaandels. Bovenop de toren bevindt zich een erkertoren, waaraan een draak hangt. De toren zelf is van staal en bespoten met spuitbeton, waarop de decoratie aangebracht is.

## Afbeeldingen

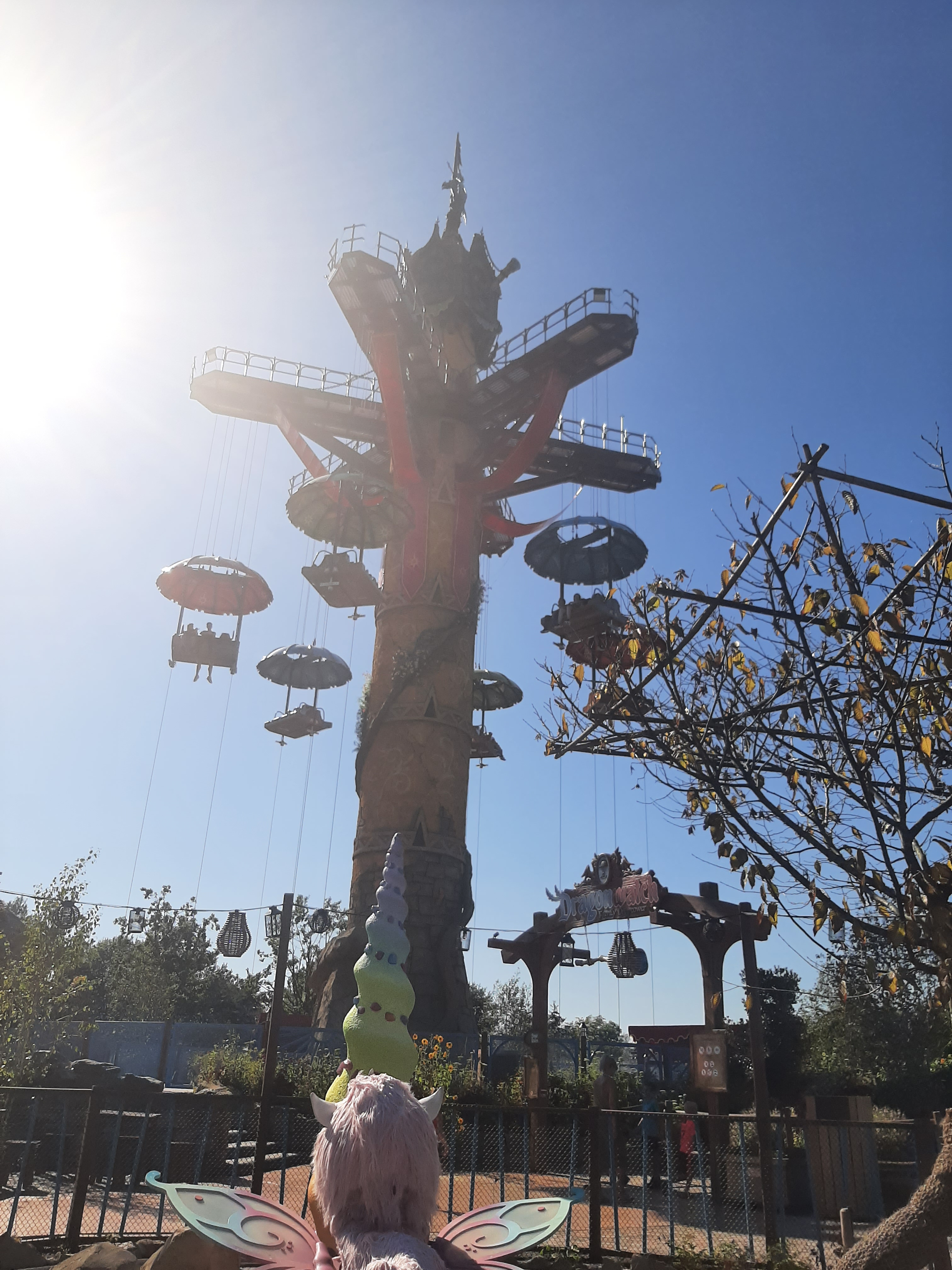
Attractie in werking
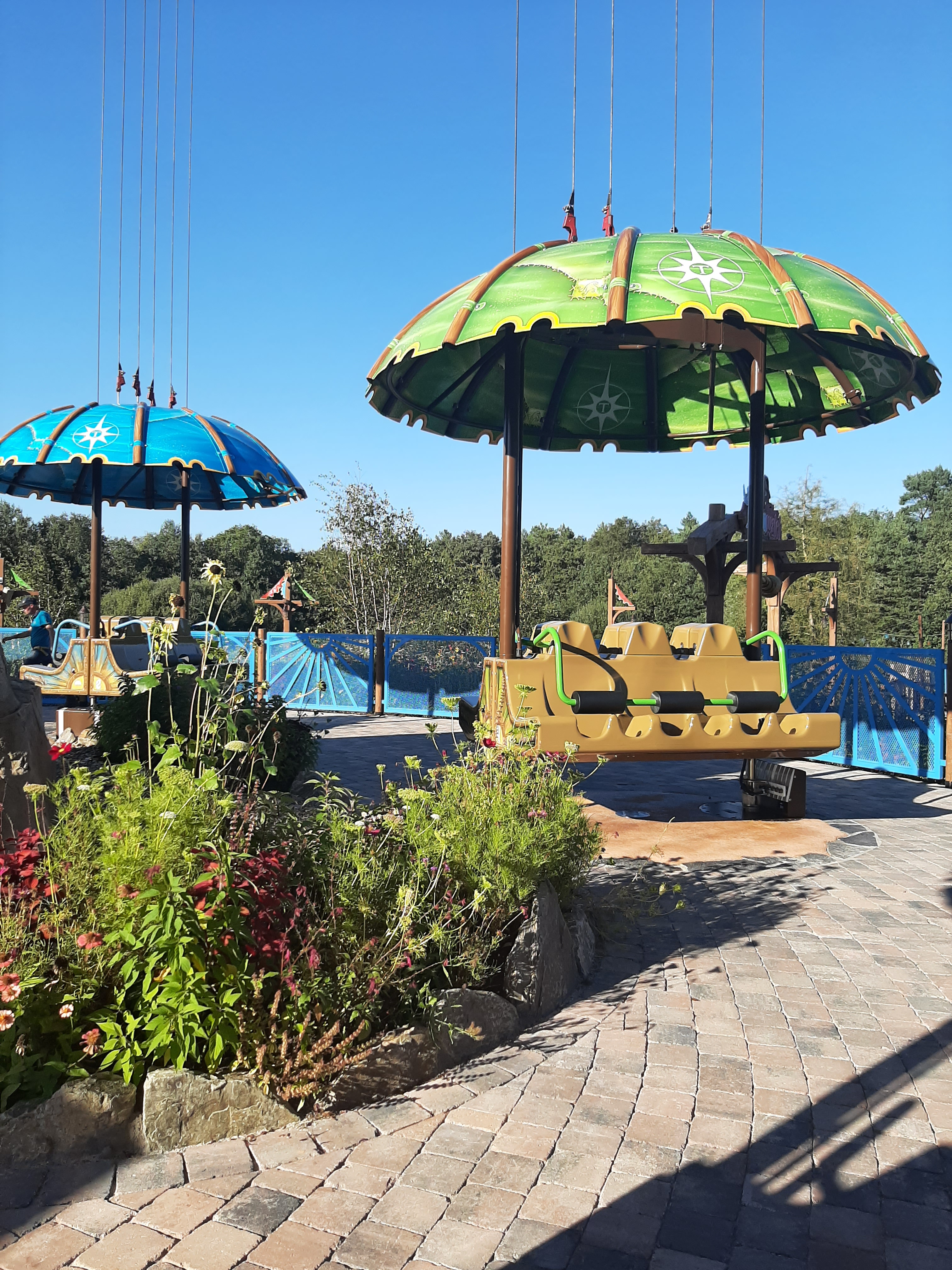
Gondels
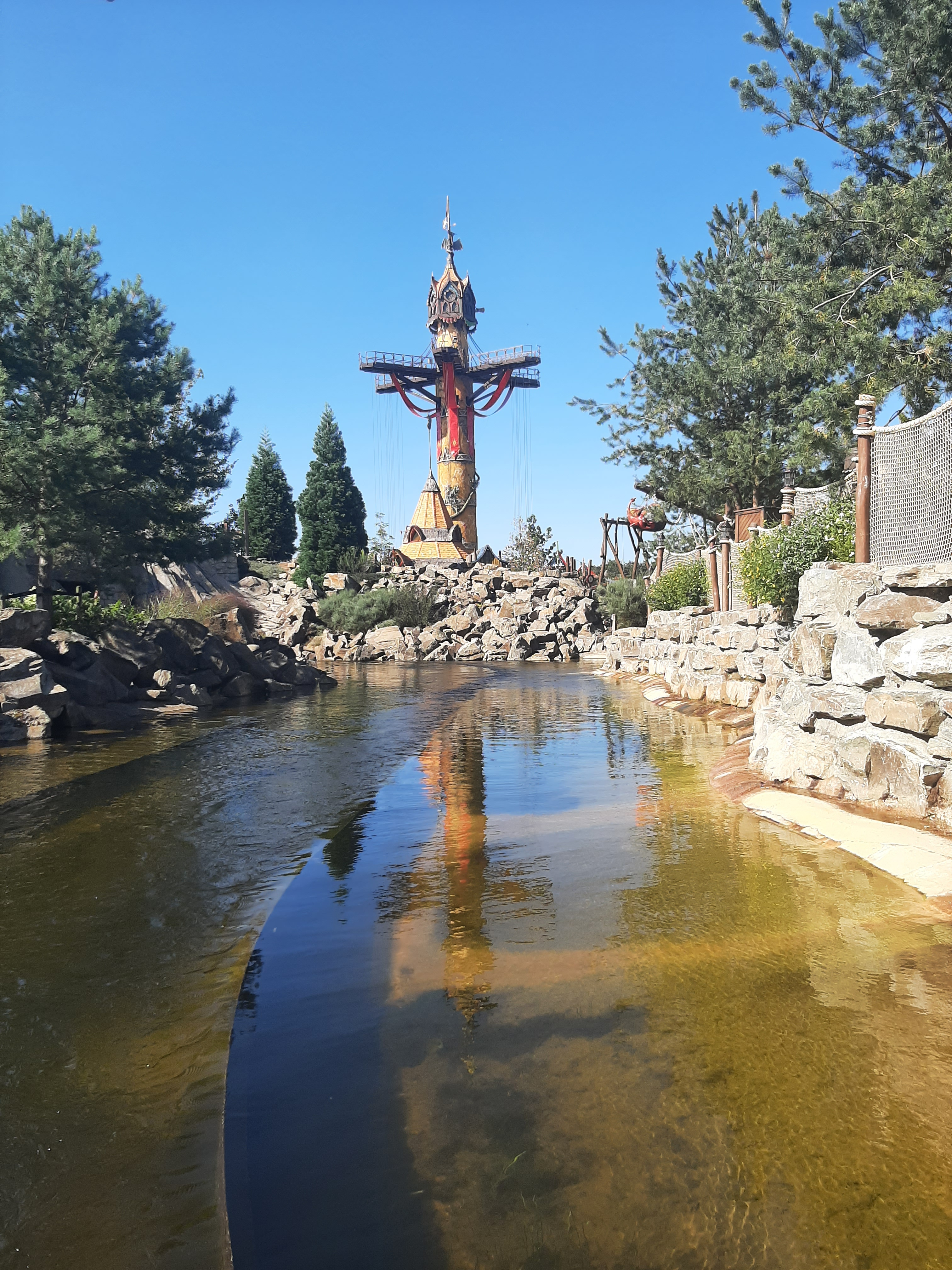
Dragonwatch gezien vanuit Merlin's Quest.
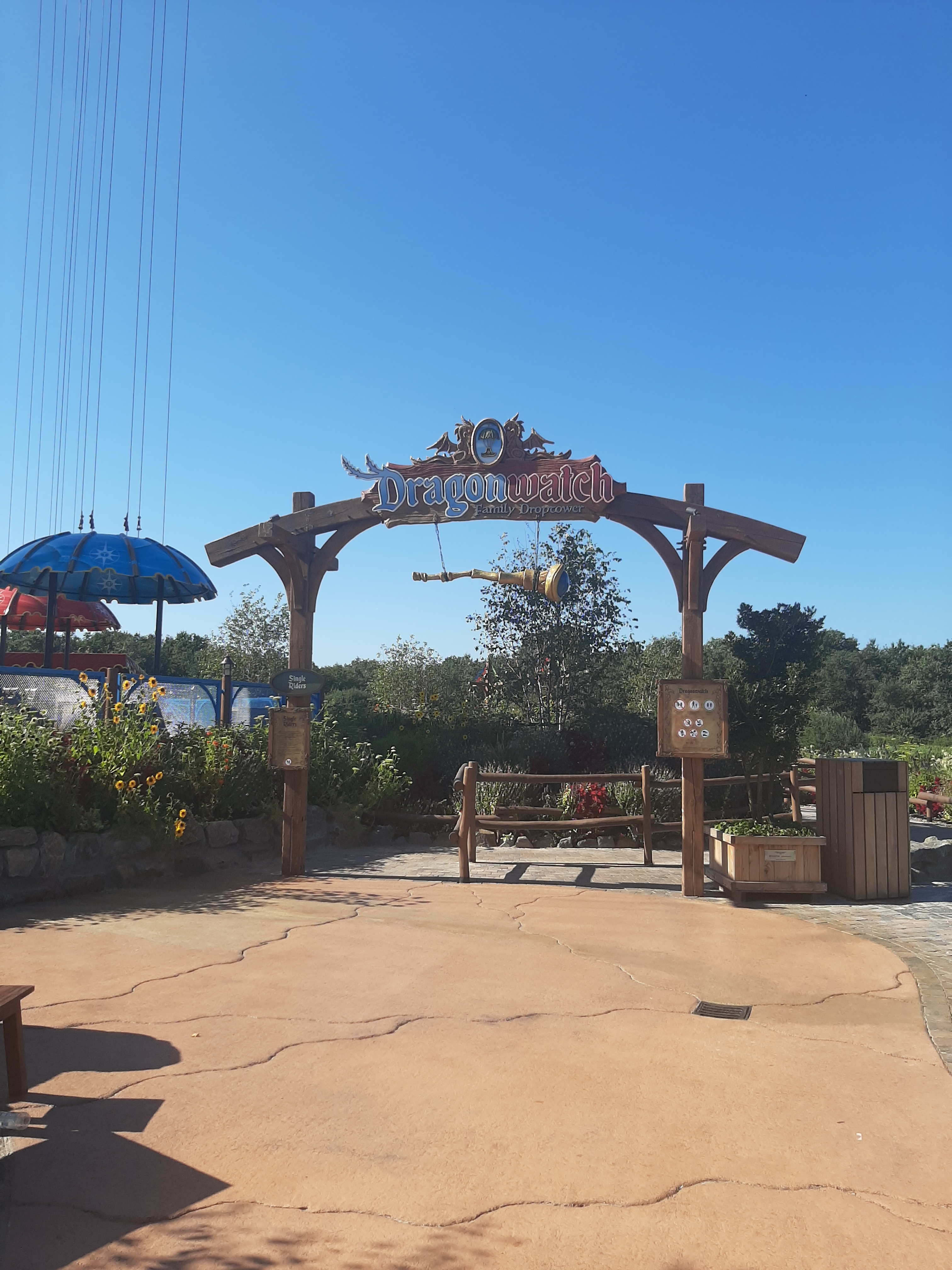
Entree van Dragonwatch